# 彼得罗夫斯基大道

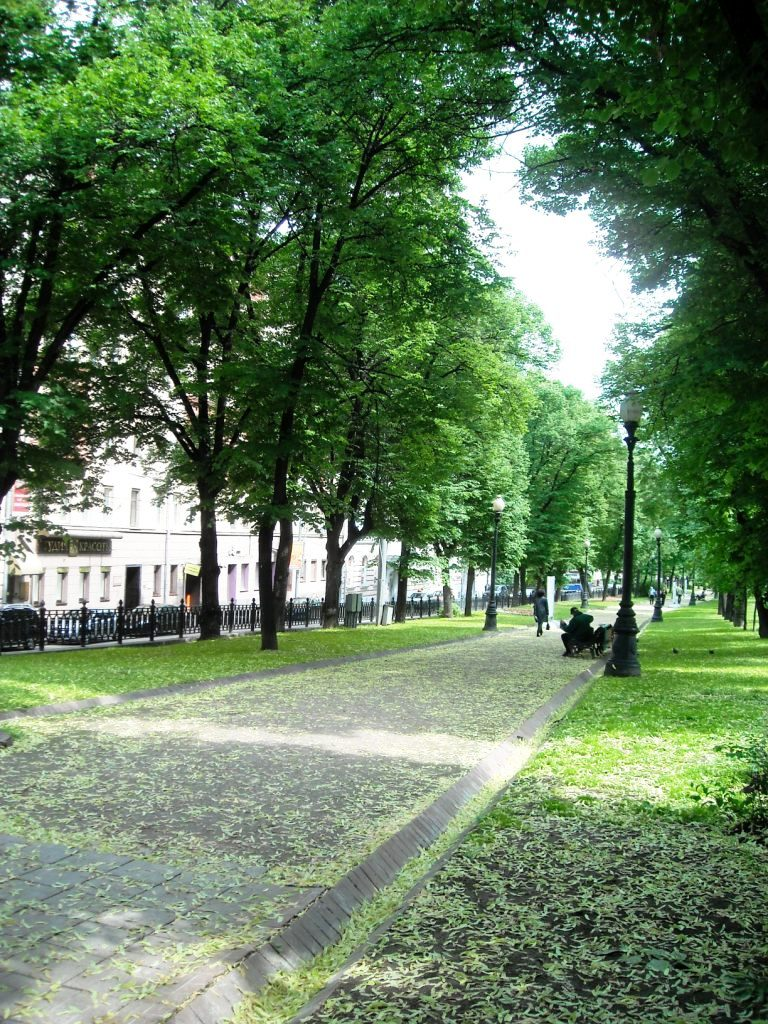
彼得罗夫斯基大道

彼得罗夫斯基大道（俄语：Петровский Бульвар）是莫斯科的一条主要大道。它开始于彼得罗夫斯基门广场（彼得罗夫卡街），结束于Trubnaya 广场。它是莫斯科林荫环路的一部分。
这条大道（以及彼得罗夫卡街和彼得罗夫斯基门）均得名于圣彼得修道院。
著名的大厦：

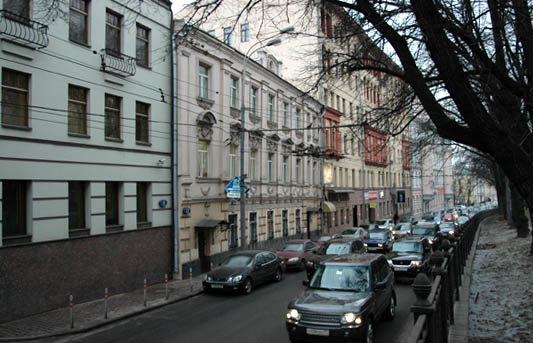
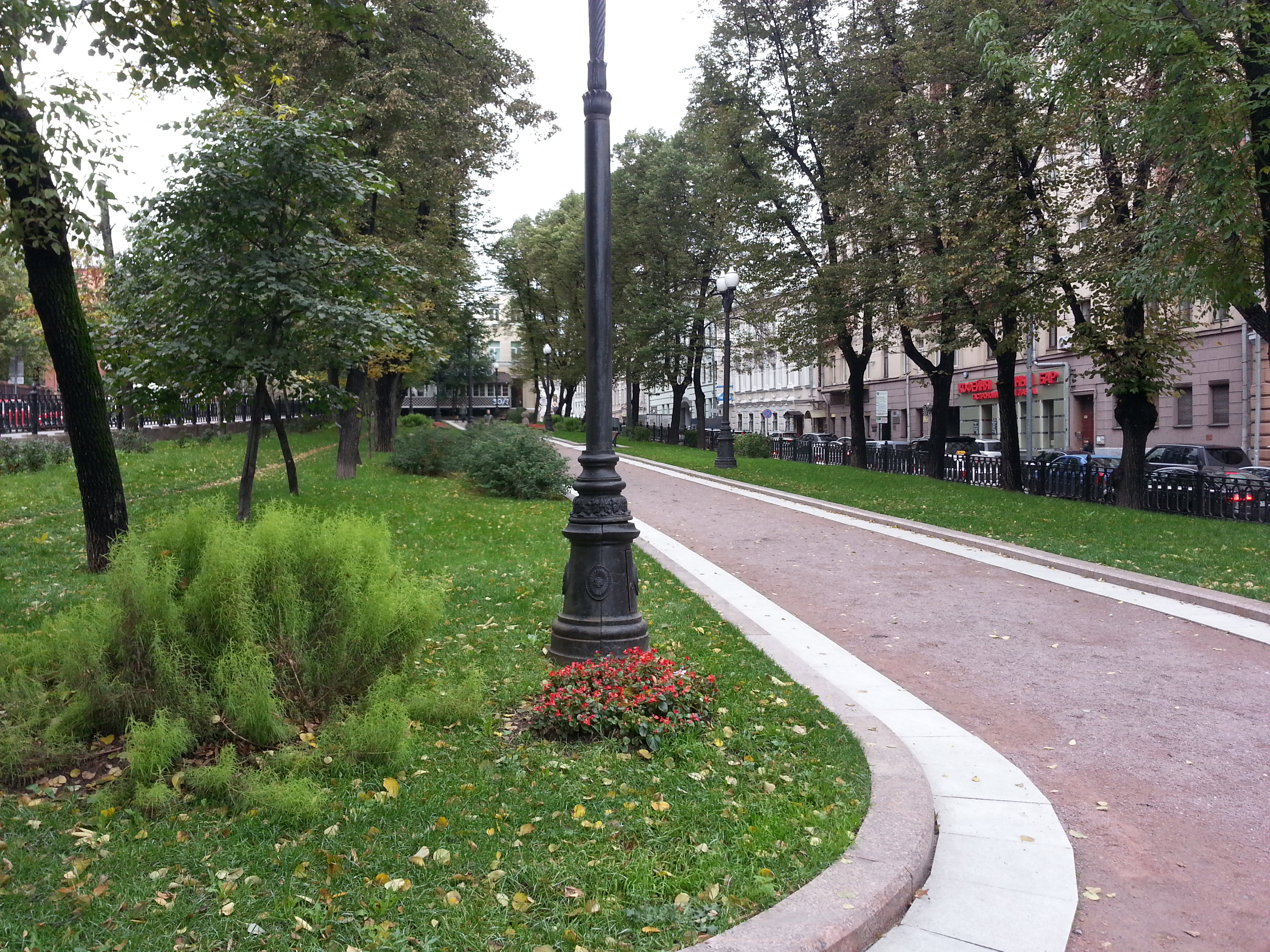
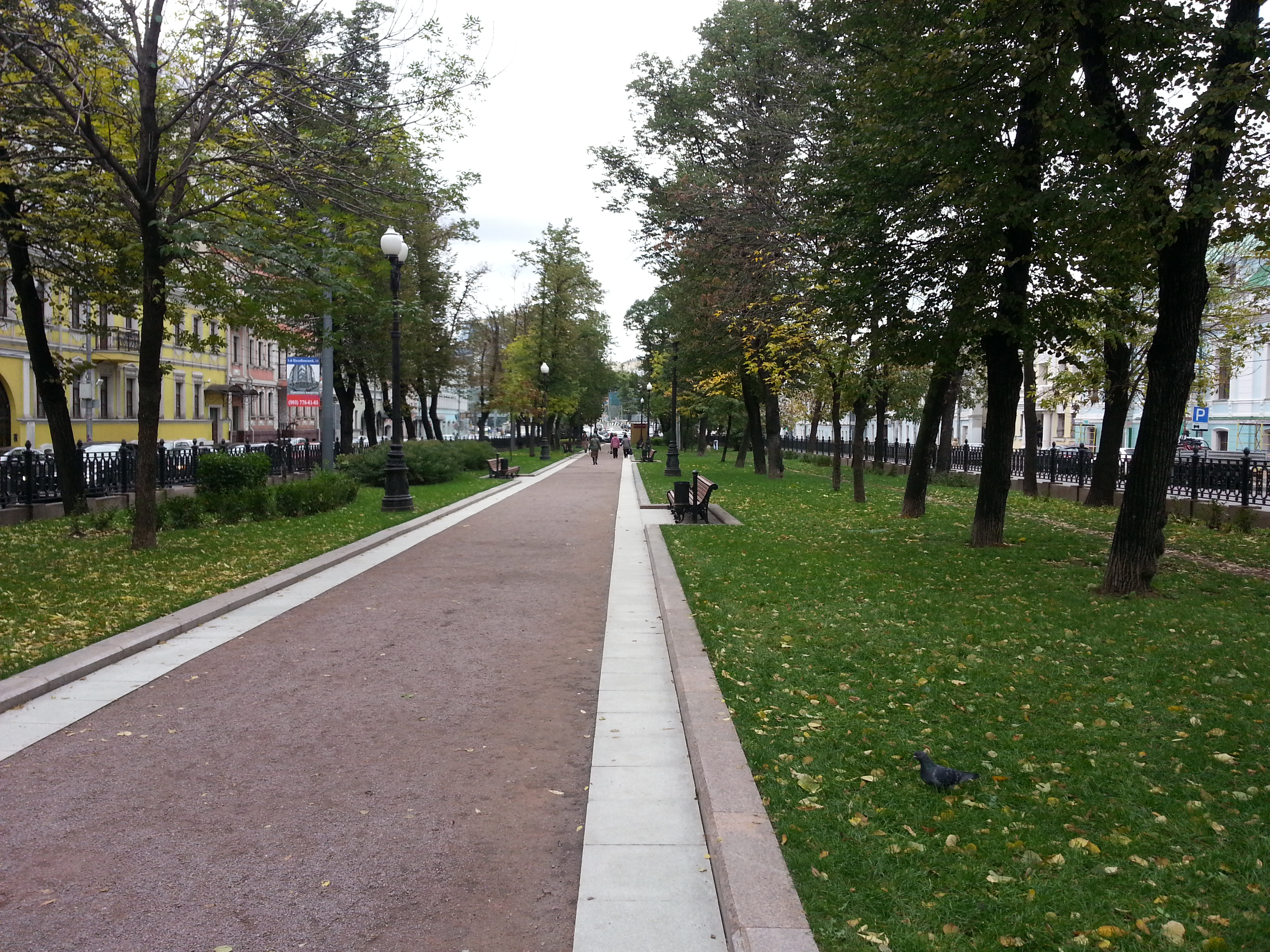
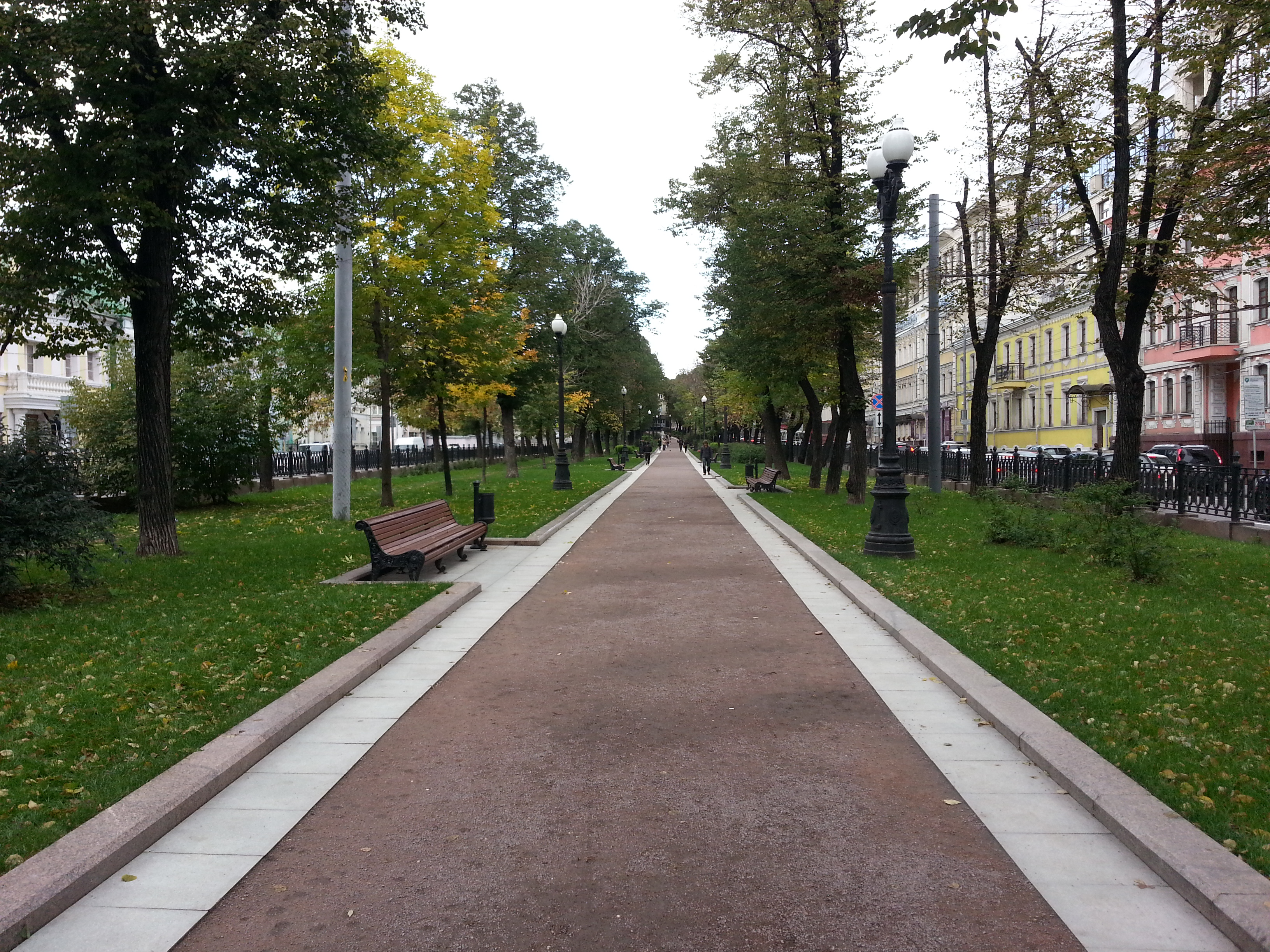
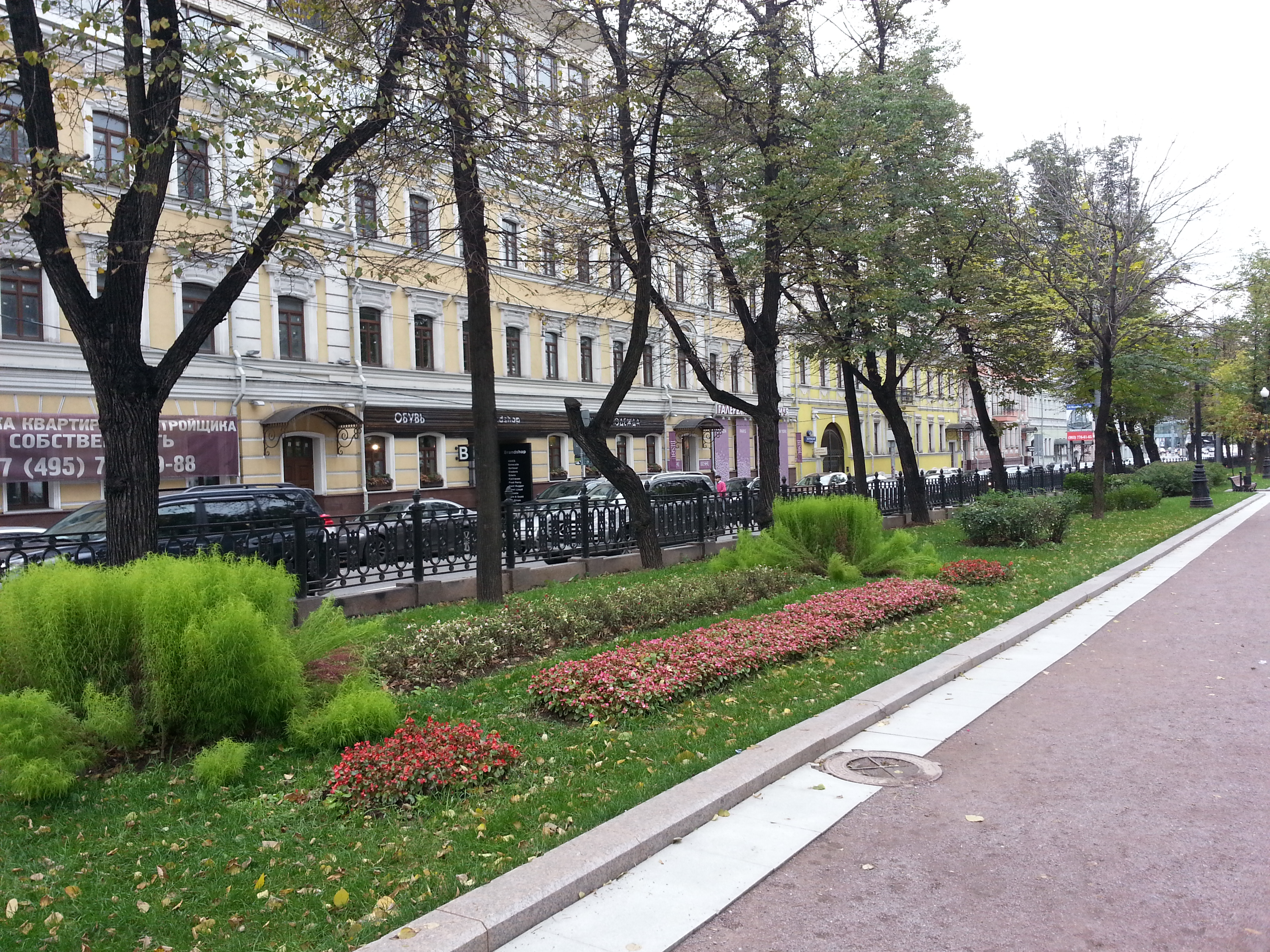
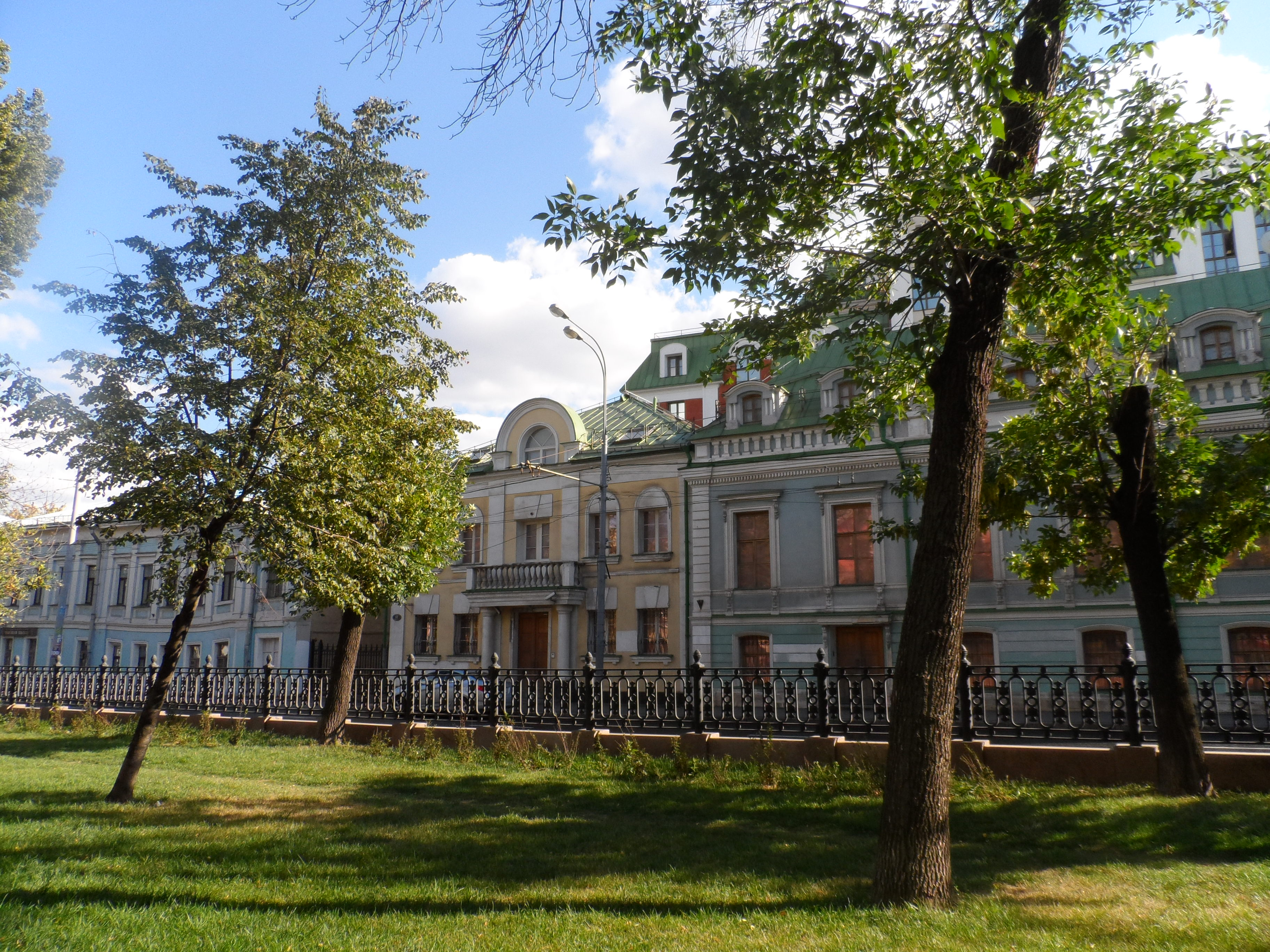
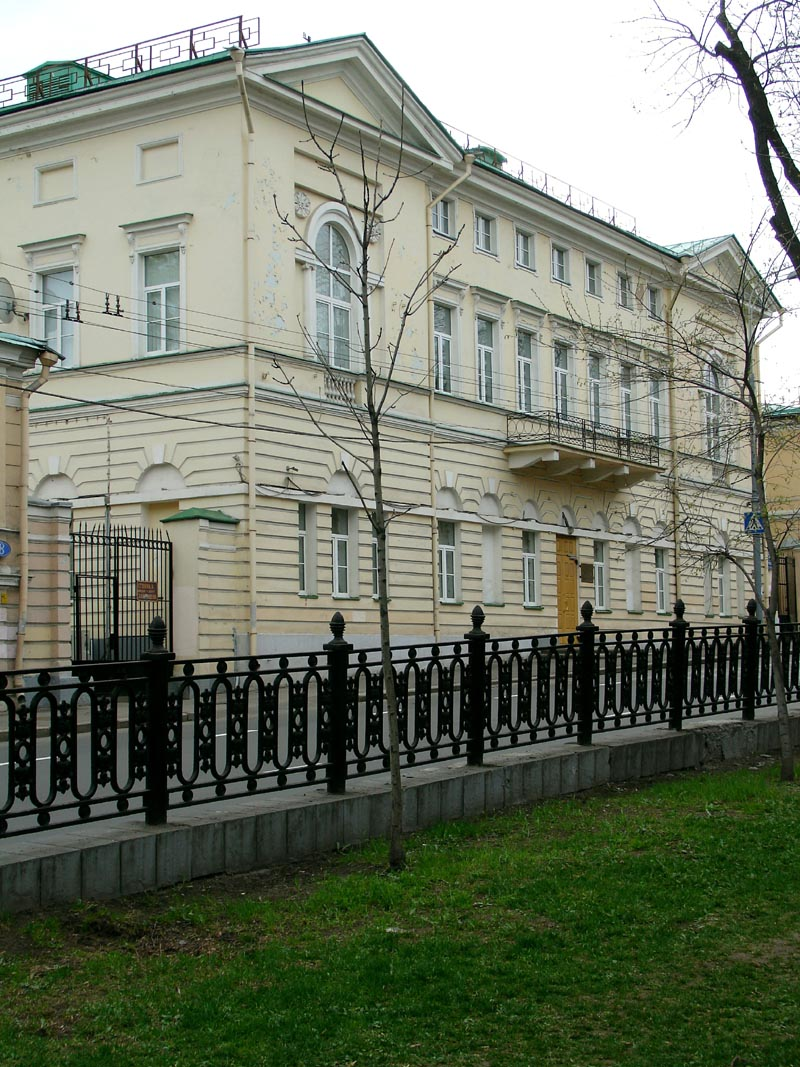
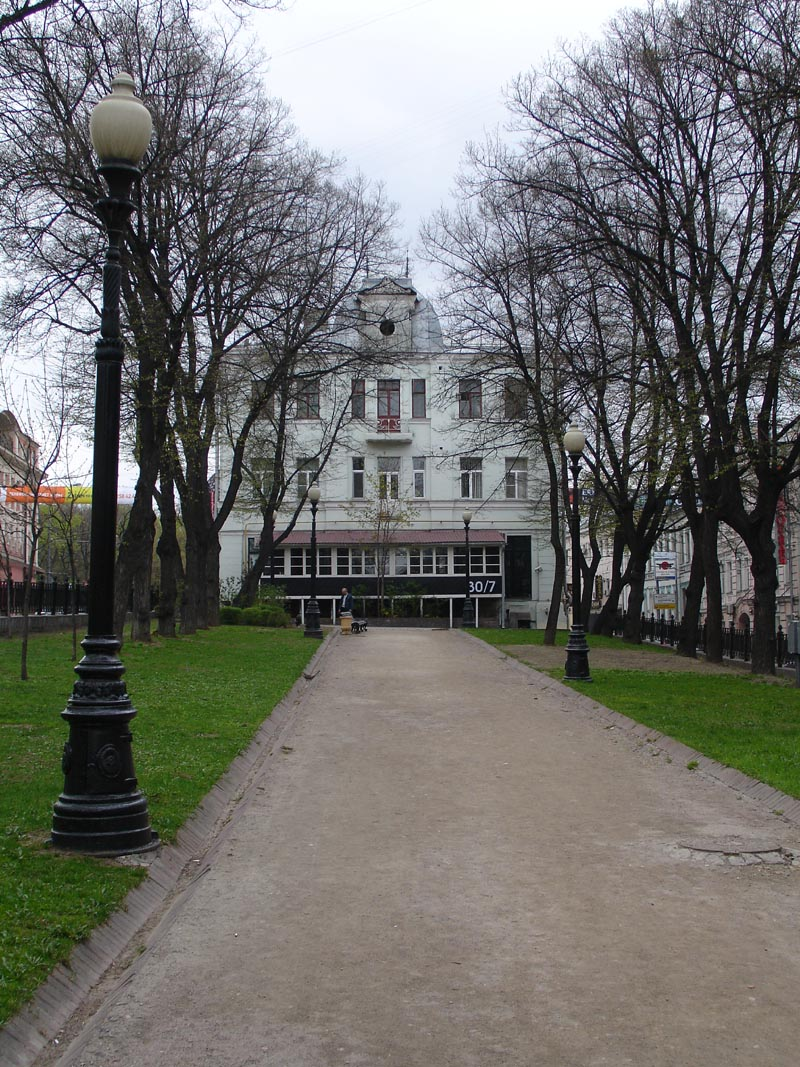
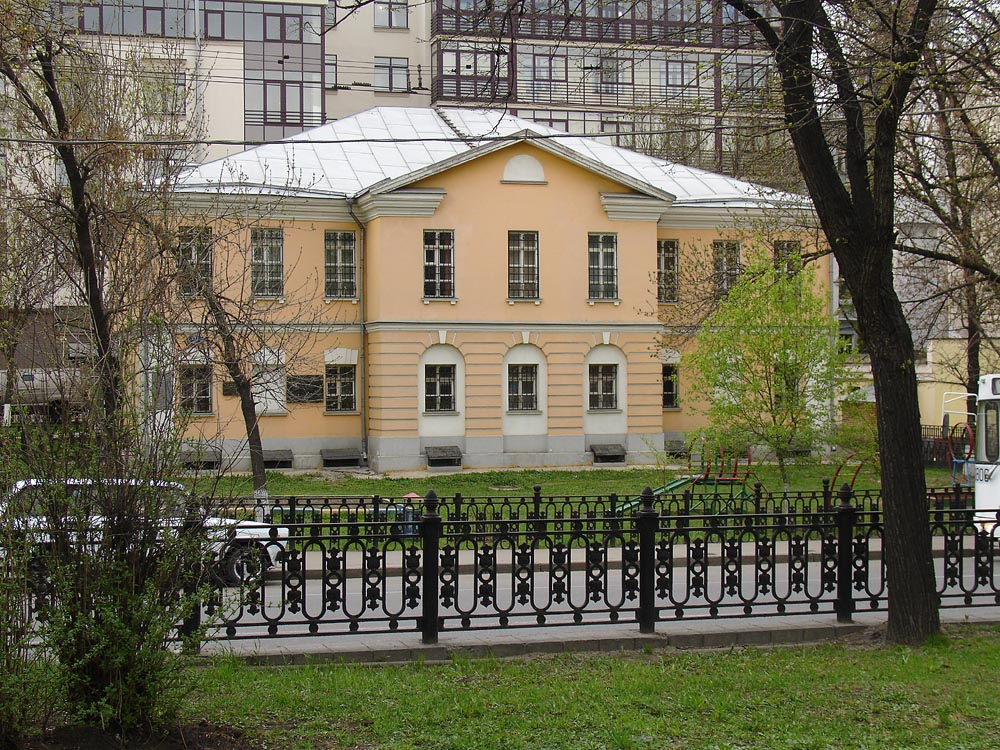
Lunin House
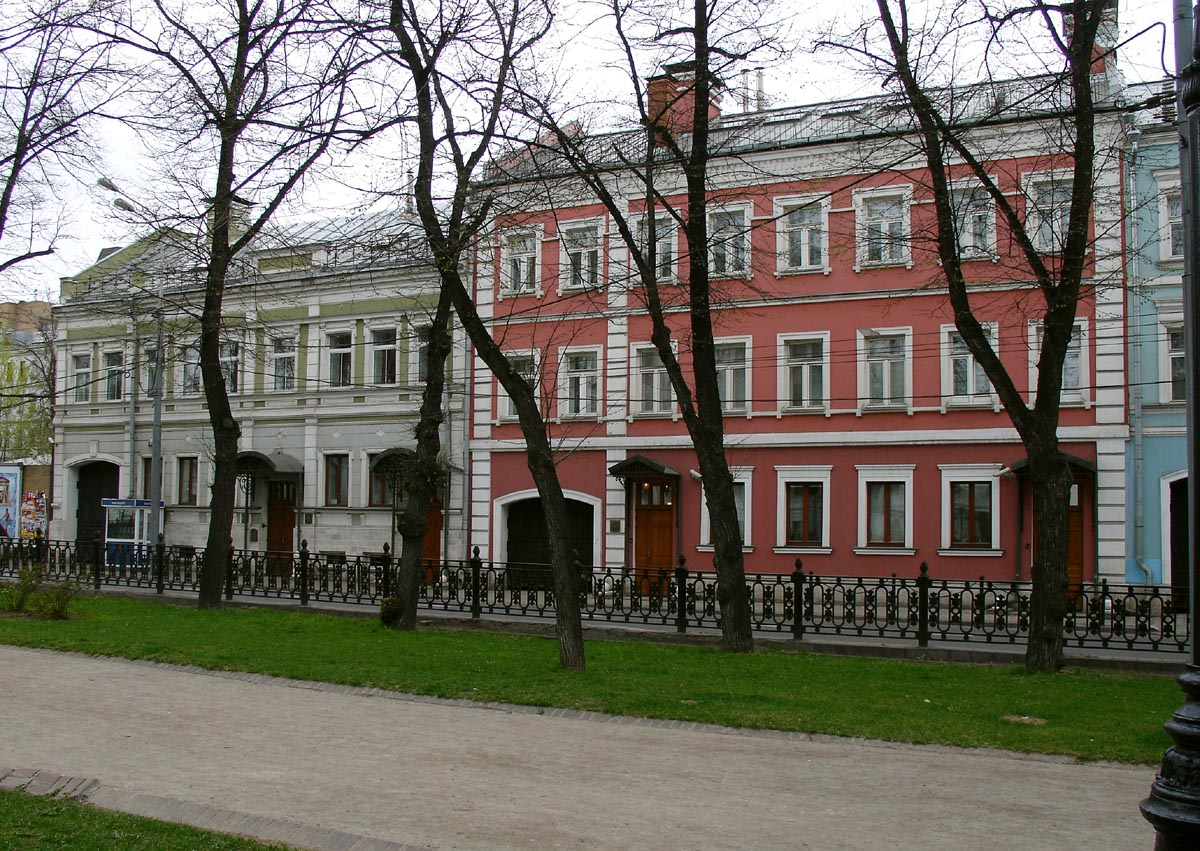

55°46′04″N 37°37′03″E / 55.7677777878°N 37.61750001°E